# Dan Schneider
Dan Schneider (født 14. januar 1966 i Memphis, Tennessee) er en amerikansk skuespiller, manuskriptforfatter og filmproducent. Han er en af præsidenterne for tv-produktionsselskabet Schneiders Bakery. Han står bag (alene eller sammen med andre) serier som Drake & Josh, Zoey 101, What I Like About You, iCarly, Victorious, Sam & Cat, Henry Danger og Game Shakers.